# Clytia macrotheca
Clytia macrotheca är en nässeldjursart som först beskrevs av Robert Cyril Layton Perkins 1908.
Clytia macrotheca ingår i släktet Clytia och familjen Campanulariidae. Inga underarter finns listade i Catalogue of Life.